# Heinrich Christian Dührssen
Heinrich Christian Dührssen (* 19. Juni 1799 in Eddelak; † 4. Oktober 1838 in Meldorf) war ein deutscher Arzt.

## Leben und Wirken
Heinrich Dührssen war ein Sohn des Kirchspielvogts Jakob Dührssen (1765–1814) und dessen Ehefrau und Pastorentochter Christina Amalia, geborene Wilckens. Sein Bruder Jakob (1796–1885) wurde 1852 Abgeordneter der Holsteinischen Ständeversammlung. Der Bruder Friedrich August (1802–1853) arbeitete als Badearzt auf Helgoland und als Chirurg in Tellingstedt. Dieser war der Großvater des Gynäkologen Alfred Dührssen. Sein Bruder Nikolaus arbeitete als Müller in Wesselburen. Darüber hinaus hatte er drei Schwestern.
Bis zum Alter von 14 Jahren erhielt Dührssen Hausunterricht von seinem Vater. Danach besuchte er für ein halbes Jahr eine Schule in Kiel. Die Schulzeit endete aufgrund des Todes seines Vaters und des damit aus diesem Grund fehlenden Einkommens der Familie. Dührssen machte eine vierjährige Lehre bei einem Apotheker in Rendsburg und besuchte im Anschluss die Meldorfer Gelehrtenschule. 1819 schrieb er sich an der medizinischen Fakultät der Universität Kiel ein. Zu seinen Lehrern an der aufstrebenden Einrichtung gehörten Christoph Heinrich Pfaff, Rudolf Wiedemann, Ferdinand Weber, Johann Erich von Berger und Reinhold
1821 bis 1822 studierte Dührssen an der Universität Berlin. Er hörte Pathologie und Therapie bei Hecker und Ernst Horn, Hebammenkunst bei Kluge, Ophthalmologie bei Johann Christian Jüngken und besuchte Vorlesungen zu chronischen Krankheiten bei Christoph Wilhelm Hufeland. Danach ging er zurück nach Kiel und beendete das Studium 1823 mit der Promotion zum Doktor.
Nach dem Abschluss des Studiums praktizierte Dührssen als niedergelassener Arzt in Meldorf, wo er dank seiner Beliebtheit schnell eine große Praxis unterhielt. Er befasste sich mit aktuellen medizinischen Fragestellungen, zu denen er mehrere Aufsätze verfasste. Zu seinen Themengebieten gehörten Scharlach, Cholera oder 1827 das Marschenfieber.
1830 heiratete Dührssen Anna Maria Beata Piel (1810–1868) aus Brunsbüttel. Das Ehepaar bekam eine Tochter und drei Söhne, darunter Walther Eugenius Dührssen.
Neben der Tätigkeit als Arzt engagierte sich Dührssen für eine gemeinsame Verfassung der Länder Schleswig und Holstein. Dabei folgte er den Thesen Friedrich Christoph Dahlmanns. Dührssen infizierte sich während seiner ärztlichen Tätigkeit und starb aufgrund einer seinerzeit als „gastrisch-nervöses Fieber“ beschriebenen Erkrankung, bei der es sich vermutlich um die später entdeckte Weil-Krankheit handelte.

## Medizinische Studien
In allen Publikationen inklusive der Dissertation beschäftigte sich Dührssen mit Epidemien und Infektionskrankheiten. Es handelte sich um seinerzeit aktuelle Fragestellungen der Medizin, die erst seit dem Ausbruch der Cholera 1823 in Europa und 1831 in Deutschland nicht mehr nur privat, sondern systematisch untersucht wurden.
Dührssen wies mit Nachdruck auf die Verbindungen ungenügender Hygiene und der Ausbreitung von Seuchen hin, bezog jedoch auch die Theorie der Miasmen in seine Überlegungen mit ein. Er galt als exzellenter, fortschrittlicher und objektiver Wissenschaftler.
Besondere Beachtung fanden in Schleswig-Holstein seine „Beiträge zur Kenntnis der sogenannten Marsch- oder Dithmarscher Krankheit morbus pseudosyphiliticus“, die 1832 verlegt wurden. Die Krankheit, die der sogenannte Radesyge in Norwegen ähnlich sah, doch die Dührssen als eine endemische Form der Syphilis diagnostizierte, galt als eine der sogenannten „Küstenepidemien“, die Anfang des 19. Jahrhunderts in europäischen Küstenregionen grassierten. Dabei hatte man die Krankheit bisweilen mit der endemischen Malaria, die als Marschenfieber bezeichnet wurde, und deren chronischen Folgen verwirrt. Nach Meinung späterer Forscher handelte es sich in Dithmarschen möglicherweise um die Frambösie, die große Ähnlichkeiten zur Syphilis aufweist.
Dührssen verstand, deutlich differenziertere Diagnosen zu stellen als andere Mediziner seiner Zeit. Besonders hervorzuheben ist, dass das Krankheitsbild der Syphilis selbst noch nicht klar definiert war und praktische Ärzte meist wenig Erfahrungen mit dieser Krankheit und der Behandlung von Patienten hatten. Der Mediziner grenzte mehrere Kombinationsformen der Erkrankungen, darunter Skorbut, Rheumatismus, Skrofulose und Krätze voneinander ab. Dabei stellte er die Identität mit der Syphilis fest und beschrieb mehrere Variationen der verschiedenen möglichen Kombinationen der Erkrankungen.